# Adelina, la cigarière
Adelina, la cigarière ( São Luís do Maranhão, XIXe siècle), est une esclave et abolitionniste brésilienne.

## Biographie
Adelina naît le 7 avril 1859 et est baptisée le 27 novembre 1859 par le Révérend Père Antonio Francelino de Abreu dans l'Église Mère. Ses parrains et marraines s'appellent Manuel Joaquim da Fonseca et Dona Maria Magdalena Henriques Viana. Adelina était la fille d'un esclave avec un propriétaire d'esclaves. Elle et sa mère s'appelaient "Boca da Noite" mais son vrai nom était Josepha Tereza da Silva. Les deux avaient un traitement privilégié avant les autres esclaves, par préférence du maître. 
Lorsque son père, João Francisco da Luz, à la suite d'un revers financier, commence à fabriquer des cigares, il charge sa fille de les vendre dans toute la ville. Elle en profite pour travailler pour la libération des esclaves, aidant une association étudiante connue sous le nom de Clube dos Mortos, qui aide à la libération et à l'évasion des esclaves. 
Il fréquente très souvent le Largo do Carmo, où se tiennent des rassemblements et des conférences en faveur de l'abolition. Son métier l'amène à nouer un vaste réseau de relations et à bien connaître toute la ville, son métier lui permet de ne pas éveiller les soupçons, aidant à libérer de nombreux esclaves.